# らぶデス3 〜Realtime Lovers〜
『らぶデス3 〜Realtime Lovers〜』は、2008年11月28日にTEATIMEより発売されたアダルトゲームである。

## 概要
TEATIME得意のリアルタイム3次元CGによるアダルトゲーム『らぶデス』シリーズの第3弾。前作『らぶデス2 〜Realtime Lovers〜』の直接の続編であり、新キャラクターに加えて前作のヒロインの大半が引き続き登場する。
基本システムは前作を継承しており、人気を博した「おさわりモード」や「Unzipコマンド」に加えて、本作ではさらにヒロインの衣装を変更したり身長や胸のサイズなどを調整する機能が追加された。さらにヒロインに食料を与えてHPを維持するなどの育成物（設定上で同メーカーの旧作『めいでん☆ブリーダー』と関連づけられている）、その食料を得るために動物と戦うシューティング物などの要素も取り入れられている。また本篇シナリオモードとは別に、着せ替えやUnzipに特化したフリーモードが搭載されている。
予約購入特典として、新キャラを着せ替えして対戦させるミニゲーム『Sexteaビーチ3FORCE』が付属しており、各大手PCゲーム販売店およびメーカー公式通販それぞれに異なったオリジナル着せ替え用コスチュームが収録されている（本編にも適用可能）。また公式サイトにて修正パッチや追加コスチュームデータのダウンロードサービスも行われている。
快適にプレイするためには前作以上に高性能のCPUとグラフィックスカード、十分なメモリを搭載したパソコンが必要となる。Windows Vistaには正式対応しておらず、XP互換モードでの一部環境による動作が確認されているのみであるため注意が必要。
2009年12月18日に続編『らぶデス4 〜ν-Realtime Lovers〜』が発売された。

## あらすじ
洋館の中で独り目覚めた少年。自分の名前「リッド」以外の一切の記憶を失っていた彼は、街を彷徨ううちに、公園で3人の猫耳の付いた少女と出会う。
「リーサ」「うらら」「フォルネ」と名乗る彼女たちもまた、自分の名前と「メイデン」「10555」などの謎の単語以外の記憶を失っていた。同じ境遇を持つ4人は一緒に過去を探すために共同生活を始め、過去のない不安を慰め合うように身体を重ねる。
やがて4人は何者かの手引きによって「香峰学園」に通う事となり、周囲の人々と関わっていく事となるが…。

## 登場人物

### メインキャラクター
リッド
主人公。名前以外の過去の記憶を失っており、思い出そうとすると酷い頭痛に襲われる。手元に巨大な鎌を生成する力を持つ。
やや気弱で周囲に振り回され気味な所があり、リーサ達にも料理を作ってやったり遊びに連れていかされたりとかなり振り回されている。
リーサ
声優：中家志穂
騒がしく意地っ張りな性格。感情的で短絡的だが意外と物覚えは良く、数学が得意で他のクラスメイトに勉強を教えている。
うらら、フォルネのことをそれぞれらら、ルネ、と短縮した愛称で呼ぶ。
道端であゆみを見つけると苛められずにはいられない。
フォルネ
声優：金田まひる
3人の中で一番言動が幼く、無口だが実は寂しがりの甘えん坊。ゲームが好きで特に対戦格闘ゲームは達人級。
お菓子が好きで、リーサに取られないよう服の中に何本かのうめい棒を隠し持っている。
3人でも特にピャーポ君（ヒーロー物TV番組の主人公）が好きで、いつかリッドと一緒にピャーポ君ショーへ行きたいと思っている。
うらら
声優：桜川未央
ボクっ娘。何故かリッドの事を「リーヤ」と呼ぶ。花が好きで花壇の世話を欠かさない。料理も得意。
いつもは強気で居るが、実は臆病ですぐ泣いてしまう。リーサと張り合う事が多いが、根は良い友達。
カオル
声優：金松由花
琴を慕って行動を共にしている謎の少女。
少し命令的な口調をするが、実は寂しがりやで、寂しいといつも琴の近くにいる。
その口調のせいで中々友達を作る事が出来ず、リーサ達とも危うく離れられてしまう所だったが、ピャーポ君の趣味で意気投合した。

### サブキャラクター

#### 新キャラ
米沢奈菜（よねざわ　なな）

近所に住む女性。気さくな性格。「サンゴ」という名の犬を飼っていて、迷子になったところをリッド達に保護された事で知り合う。
前作でサンゴ（10555）の回想に登場した死神ナナ（10077）に似ているが関係は不明。
20773

和風メイド服の少女。怪しいファンシーショップの中に居る。本編ではごく限られた者にしか視えず、死神とはまた違う存在として登場する。
ナンバーの通り前作に登場した奈々美（10773）そっくりの外見で、転生前の奈々美の記憶を多少持っている。
フリーモードでは彼女との会話により特典・ダウンロード追加アイテムの入手が可能となる。

#### 前作から登場のキャラ
木野目 愛美（きのめ いつみ）
声優：草柳順子
香峰学園の学生で弓道部員。人懐っこい性格でリーサ達とも仲良くなる。
一方で初恋の相手だった前作の主人公・満の婚約に心痛めている。
料理の腕は相変わらず壊滅的で、人を失神させるほど。自分で食べて自分で倒れそうになったこともある。
加賀美 あゆみ（かがみ ―）
声優：芹園みや
香峰学園の学生で満の妹。密かに慕っていた兄の婚約と親友・琴の失踪という痛手にも一人気丈に頑張っている。
現在は執行委員会を退いて放送部員を務めている。リーサ達は騒がしいので苦手。
潮崎 みなも（しおさき ―、10370）
声優：みる
前作の事件に絡んで死神界「Fifth」からやって来た死神。高い戦闘能力を持つ。
任務終了後も人間界に留まっており、香峰学園の学生として過ごしている。
死神なので感情は無いが、前作の経験から人間の感情に強く興味を持っている。
澄川 琴（すみかわ こと）
声優：かわしまりの
香峰学園の執行委員会会長だったが、前作で狂った死神シン（10444）に隷従し、シンが倒された後は形見の鎌と共に姿を消していた。シンの魂の一部が彼女に残っており、少しだが死神の能力を使うことが出来る。
親友のあゆみの事を案じながらも彼女に見つからないようレストランで働いており、成り行きでバイトする事になったリッドの面倒を見る事になる。
潮崎 よつば（しおさき ―、10428）
声優：楠鈴音
みなもの小勇座（死神の助手）。情報収集専門で戦闘は苦手。
表向きはみなもの双子の妹として振舞っており、琴の失踪後、あゆみに代わって学園の執行委員会会長を務めている。
ある事がきっかけでリッドに好意を抱くようになる。

## スタッフ
- シナリオ：卯月一葉、TEATIME
- キャラクターデザイン&モデリング：おんだ
- サウンド：Kikuo Sound Works / きくお
  - オープニングテーマ「青のメロディー」
  - エンディングテーマ「リセット」
歌：紘瀬さやか、作詞：Corky Voce、作曲・編曲：藤宮圭